# Halowe Mistrzostwa Europy w Lekkoatletyce 1973 – bieg na 800 m kobiet
Bieg na 800 metrów kobiet – jedna z konkurencji biegowych rozgrywanych podczas halowych lekkoatletycznych mistrzostw Europy w hali Ahoy w Rotterdamie. Eliminacje zostały rozegrane 10 marca, a bieg finałowy 11 marca 1973. Zwyciężyła reprezentantka Bułgarii Stefka Jordanowa, która w finale ustanowiła nieoficjalny halowy rekord świata czasem 2:02,65. Tytułu zdobytego na poprzednich mistrzostwach nie broniła Gunhild Hoffmeister z Niemieckiej Republiki Demokratycznej.

## Rezultaty

### Eliminacje
Rozegrano 2 biegi eliminacyjne, do których przystąpiło 11 biegaczek. Awans do finału dawało zajęcie jednego z pierwszych trzech miejsc w swoim biegu (Q).
Opracowano na podstawie materiału źródłowego.
Bieg 1
| Miejsce | Zawodniczka         | Czas    | Uwagi |
| ------- | ------------------- | ------- | ----- |
| 1       | Swetła Złatewa      | 2:07,05 | Q     |
| 2       | Elżbieta Skowrońska | 2:07,30 | Q     |
| 3       | Elfi Rost           | 2:07,56 | Q     |
| 4       | Joke van Gerven     | 2:09,20 |       |
| 5       | Brigitte Kraus      | 2:09,90 |       |
| 6       | Zina Boniolo        | 2:10,55 |       |

Bieg 2
| Miejsce | Zawodniczka       | Czas    | Uwagi |
| ------- | ----------------- | ------- | ----- |
| 1       | Maritta Politz    | 2:07,10 | Q     |
| 2       | Stefka Jordanowa  | 2:07,42 | Q     |
| 3       | Colette Besson    | 2:07,46 | Q     |
| 4       | Anneke de Lange   | 2:07,96 |       |
| 5       | Rosemary Stirling | 2:08,14 |       |

### Finał
Opracowano na podstawie materiału źródłowego.
| Miejsce | Zawodniczka         | Czas    | Uwagi |
| ------- | ------------------- | ------- | ----- |
| 1       | Stefka Jordanowa    | 2:02,65 | WR    |
| 2       | Elfi Rost           | 2:02,83 | NR    |
| 3       | Elżbieta Skowrońska | 2:02,90 | NR    |
| 4       | Swetła Złatewa      | 2:03,59 |       |
| 5       | Maritta Politz      | 2:06,40 |       |
| 6       | Colette Besson      | 2:08,61 |       |